# Sentein
Sentein ist eine französische Gemeinde mit 170 Einwohnern (Stand 1. Januar 2022) im Département Ariège in der Region Okzitanien. Sie gehört zum Kanton Couserans Ouest und zum Arrondissement Saint-Girons. 
Sie grenzt im Norden an Antras, im Osten an Bonac-Irazein, im Süden an Spanien und im Westen an Melles.

## Bevölkerungsentwicklung
| Jahr                       | 1962 | 1968 | 1975 | 1982 | 1990 | 1999 | 2008 | 2015 |
| -------------------------- | ---- | ---- | ---- | ---- | ---- | ---- | ---- | ---- |
| Einwohner                  | 451  | 382  | 296  | 204  | 154  | 147  | 146  | 154  |
| Quellen: Cassini und INSEE |      |      |      |      |      |      |      |      |

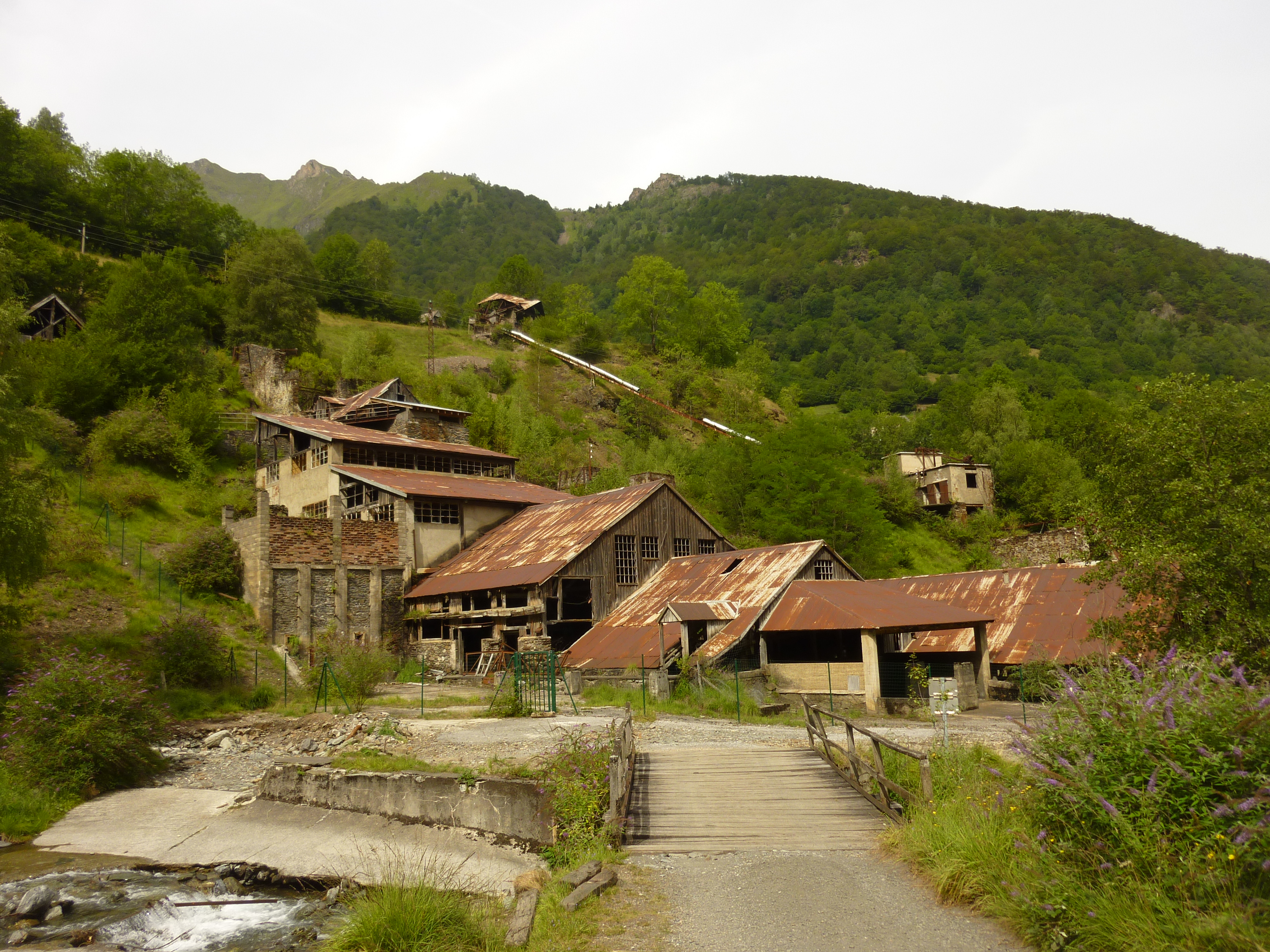
Die vormalige Bleimine Bocard d’Eylie
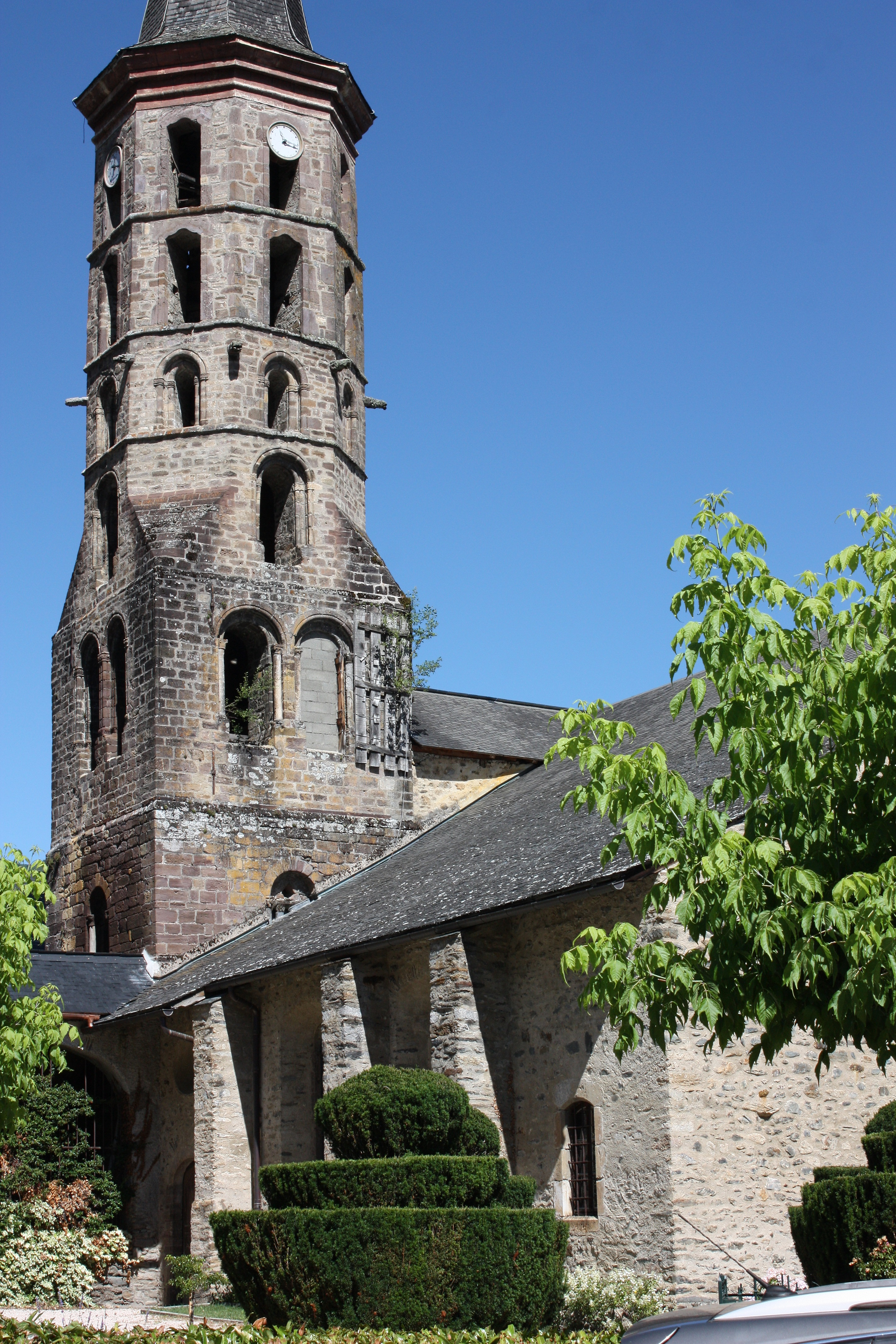
Kirche Notre-Dame, Monument historique seit 1906